# Aeropuerto de Pori
El Aeropuerto de Pori (en finés: Pori lentoasema) (IATA: POR, OACI: EFPO) es un aeropuerto civil, situado en el municipio de Pori, Finlandia. Está a una distancia de 3 kilómetros al sur del centro de la localidad.

## Aerolíneas y destinos

### Destinos internacionales
| Ciudades por países | Nombre del aeropuerto                                  | Aerolíneas                                                            |
| Europa              | Europa                                                 | Europa                                                                |
| ------------------- | ------------------------------------------------------ | --------------------------------------------------------------------- |
| Grecia              |                                                        |                                                                       |
| Corfú               | Aeropuerto Internacional de Corfú-Ioannis Kapodistrias | Enter Air (chárter estacional)                                        |
| Cos                 | Aeropuerto Internacional de Kos-Hipócrates             | Enter Air (chárter estacional)                                        |
| La Canea            | Aeropuerto Internacional de La Canea                   | Aegean Airlines (chárter estacional) / Enter Air (chárter estacional) |
| Rodas               | Aeropuerto Internacional de Rodas-Diágoras             | Enter Air (chárter estacional)                                        |
| Zacinto             | Aeropuerto Internacional de Zante                      | Enter Air (chárter estacional)                                        |
| Portugal            |                                                        |                                                                       |
| Faro                | Aeropuerto de Faro                                     | Enter Air (chárter estacional)                                        |

## Estadísticas
| Año  | Pasajeros nacionales | Pasajeros internacionales | Total  | Variación |
| ---- | -------------------- | ------------------------- | ------ | --------- |
| 2005 | 52,456               | 7,734                     | 60,190 | +5.5%     |
| 2006 | 58,196               | 6,191                     | 64,387 | +7.0%     |
| 2007 | 58,962               | 6,952                     | 65,914 | +2.4%     |
| 2008 | 55,839               | 10,469                    | 66,308 | +0.9%     |
| 2009 | 50,961               | 11,169                    | 62,130 | −6.9%     |
| 2010 | 36,458               | 6,703                     | 43,161 | −30.5%    |
| 2011 | 46,175               | 7,881                     | 54,056 | +25.2%    |